# Nekrolog 4. Quartal 1947
Nekrolog
◄◄
| ◄
| 1943
| 1944
| 1945
| 1946
| 1947 | 1948 | 1949 | 1950 | 1951 | ► | ►►
1. Quartal |
2. Quartal |
3. Quartal |
4. Quartal 1947
Weitere Ereignisse | Allgemeiner Nekrolog 1947
Die Beschreibung der verstorbenen Person sollte so kurz wie möglich gehalten sein und nur deren signifikante Tätigkeit(en) enthalten.
Neue Namen ggf. auch unter dem Geburts- und Sterbedatum, also etwa unter 1. Januar und im Geburts- und Sterbejahr (2024) eintragen (nur bei entsprechender großer Wichtigkeit). Für Beispiele siehe die schon vorhandenen Artikel.
Außerdem über die fünf zuletzt Verstorbenen, zu denen es einen ausreichend guten Artikel für eine Präsentation auf der Hauptseite gibt, nach der todesbedingten Überarbeitung der Artikel ggf. auch unter Wikipedia Diskussion:Hauptseite informieren und sie am besten auch in den anderen Wikipedia-Sprachversionen eintragen. Tipp: Regelmäßig bei news.google.de nach „ist tot“, „gestorben“ oder „verstorben“ suchen.
Wenn eine Person gestorben ist, gibt es viele Seiten zu dieser Person in der Wikipedia, die davon auch betroffen sind und entsprechend aktualisiert werden müssen. Beispiele: Namenübersichtsseite, Geburtsjahr, Geburtsort-Seiten und viele mehr.
Wie finde ich die betroffenen Seiten?
Im Suchfeld auf der linken Seite gibt man den Suchbegriff so ein: „Vorname Nachname“. Dann klickt man auf Volltext und alle Seiten mit entsprechendem Suchtext werden aufgerufen. Hier sieht man dann schnell, wo auch das Todesjahr Sinn macht oder sogar ein Teil des Artikels angepasst werden muss. Auch hilft das „Werkzeug“ auf der linken Seite sehr gut, um solche Seiten aufzufinden: „Links auf diese Seite“. Somit ist die Wikipedia wieder aktuell in allen Bereichen! Hinweis: bei Eintragung der Kategorie „Gestorben JAHR“ wird der Missbrauchsfilter 49 ausgelöst, was jedoch nicht schlimm ist. Siehe: Spezial:Missbrauchsfilter/49
Dies ist eine Liste von im vierten Quartal 1947 verstorbenen bekannten Persönlichkeiten. Die Einträge erfolgen innerhalb der einzelnen Daten alphabetisch sortiert. Tiere sind im Nekrolog für Tiere zu finden.

## Oktober
| Tag         | Name                                    | Beruf, bekannt als                                                                           | Alter | Beleg |
| ----------- | --------------------------------------- | -------------------------------------------------------------------------------------------- | ----- | ----- |
| 1. Oktober  | Olive Borden                            | US-amerikanische Schauspielerin                                                              | 41    |       |
| 1. Oktober  | Franz Exner                             | österreichischer Kriminalwissenschaftler                                                     | 66    |       |
| 1. Oktober  | Rotraut Richter                         | deutsche Bühnen- und Filmschauspielerin                                                      | 34    |       |
| 2. Oktober  | Charles Adams                           | US-amerikanischer Unternehmer, Eigentümer der Boston Bruins                                  | 70    |       |
| 2. Oktober  | Henri Bauche                            | französischer Schriftsteller und Romanist                                                    | 67    |       |
| 2. Oktober  | Walter Chemnitz                         | deutscher Politiker (KPD), MdR                                                               | 46    |       |
| 2. Oktober  | Hermon Atkins MacNeil                   | US-amerikanischer Bildhauer                                                                  | 81    |       |
| 2. Oktober  | P. D. Ouspensky                         | russischer Esoteriker und Schriftsteller, Gurdjieff-Schüler                                  | 69    |       |
| 2. Oktober  | Albert Smythe                           | nordirisch-kanadischer Journalist, Autor und Theosoph                                        | 85    |       |
| 2. Oktober  | Olive Wharry                            | britische Suffragette                                                                        | 60    |       |
| 3. Oktober  | Wilhelm Borgmann                        | deutscher Landwirt und Politiker (DHP, Zentrum, CDU), MdL                                    | 54    |       |
| 3. Oktober  | Percy Buck                              | britischer Musikdozent, Schriftsteller, Organist und Komponist                               | 76    |       |
| 4. Oktober  | Maria Christina von Bourbon-Sizilien    | Prinzessin von Bourbon-Sizilien, Erzherzogin von Österreich-Toskana                          | 70    |       |
| 4. Oktober  | Luigi De Gregori                        | italienischer Bibliothekar                                                                   | 73    |       |
| 4. Oktober  | Hans Gebhard-Elsaß                      | deutscher Komponist und Musikpädagoge                                                        | 65    |       |
| 4. Oktober  | Max Planck                              | deutscher Physiker und Begründer der Quantentheorie, Nobelpreis für Physik 1918              | 89    |       |
| 4. Oktober  | Ernst Schaumburg                        | deutscher Offizier, zuletzt Generalleutnant im Zweiten Weltkrieg sowie Kommandant von Paris  | 66    |       |
| 5. Oktober  | Herbert G. Barber                       | US-amerikanischer Jurist                                                                     | 77    |       |
| 6. Oktober  | Gustav Elsaß                            | deutscher Designer                                                                           | 65    |       |
| 6. Oktober  | Samuel Hoffenstein                      | US-amerikanischer Drehbuchautor                                                              | 56    |       |
| 6. Oktober  | Georg Klauer                            | deutscher Jurist                                                                             | 71    |       |
| 6. Oktober  | Leevi Madetoja                          | finnischer Komponist                                                                         | 60    |       |
| 6. Oktober  | Arthur Zweiniger                        | deutscher Bildhauer und Schriftsteller                                                       | 68    |       |
| 7. Oktober  | Svend Borberg                           | dänischer Journalist und Schriftsteller                                                      | 59    |       |
| 7. Oktober  | Hans von Halban                         | österreichischer Chemiker (Physikalische Chemie)                                             | 69    |       |
| 7. Oktober  | George H. Hodges                        | US-amerikanischer Politiker                                                                  | 81    |       |
| 7. Oktober  | Martin Schneeweiss                      | österreichischer Motorradsportler                                                            | 40    |       |
| 8. Oktober  | Artur Petzold                           | deutscher Politiker (WP), MdR                                                                | 74    |       |
| 8. Oktober  | Viktor Schufinsky                       | österreichischer Maler                                                                       | 71    |       |
| 8. Oktober  | Heinrich Troßbach                       | deutscher Leichtathlet                                                                       | 44    |       |
| 9. Oktober  | Friedrich Axt                           | Landtagsabgeordneter Volksstaat Hessen                                                       | 76    |       |
| 9. Oktober  | Max Brösel                              | deutscher Maler                                                                              | 76    |       |
| 9. Oktober  | Gilbert C. Ross                         | US-amerikanischer Politiker                                                                  | 69    |       |
| 9. Oktober  | Blanton Winship                         | US-amerikanischer Gouverneur von Puerto Rico und Militär-Anwalt                              | 77    |       |
| 10. Oktober | Heinrich Boell                          | deutscher evangelischer Kirchenmusiker, Organist und Chorleiter                              | 57    |       |
| 10. Oktober | Klawdija Iwanowna Kirsanowa             | sowjetische Revolutionärin                                                                   | 60    |       |
| 10. Oktober | Erika Lichte                            | deutsche Dichterin                                                                           | 47    |       |
| 10. Oktober | Otto Lutz                               | österreichischer Politiker (GDVP), Landtagsabgeordneter, Mitglied des Bundesrates            | 78    |       |
| 10. Oktober | Eduard von Zambaur                      | österreichischer Offizier, Orientalist und Numismatiker                                      | 81    |       |
| 11. Oktober | Otto Barth                              | württembergischer Oberamtmann                                                                | 66    |       |
| 11. Oktober | Thomas Inskip, 1. Viscount Caldecote    | britischer Jurist und Politiker, Mitglied des House of Commons                               | 71    |       |
| 11. Oktober | Erich Lingens                           | deutscher Politiker (Zentrum), MdL                                                           | 69    |       |
| 12. Oktober | Arthur Böttner                          | deutscher Internist                                                                          | 60    |       |
| 12. Oktober | Ernst Brändel                           | Kreisleiter der NSDAP in Uelzen und Verden                                                   | 64    |       |
| 12. Oktober | Ian Standish Monteith Hamilton          | britischer General                                                                           | 94    |       |
| 12. Oktober | Heinrich Knauer                         | deutscher Schlagzeuger und Solopauker                                                        | 68    |       |
| 12. Oktober | Adrianus van Merrienboer                | niederländischer Bogenschütze                                                                | 53    |       |
| 12. Oktober | Cullen Tate                             | US-amerikanischer Regieassistent                                                             | 51    |       |
| 13. Oktober | Archibald Montgomery-Massingberd        | britischer Feldmarschall                                                                     | 75    |       |
| 13. Oktober | Sidney Webb, 1. Baron Passfield         | britischer Sozialwissenschaftler und Politiker (Labour Party), Mitglied des House of Commons | 88    |       |
| 13. Oktober | Otto Wilke                              | deutscher Erfinder und Landtechnikpionier                                                    | 80    |       |
| 14. Oktober | Reinhart Bachofen von Echt              | österreichischer Adeliger, Heimwehrführer und Autor                                          | 70    |       |
| 14. Oktober | Frank Heller                            | schwedischer Autor                                                                           | 61    |       |
| 14. Oktober | Dietrich Mülder                         | deutscher Altphilologe und Lehrer                                                            | 86    |       |
| 15. Oktober | Wilhelm Feldmann                        | deutscher Journalist, Auslandskorrespondent, Schriftsteller und Genealoge                    | 67    |       |
| 15. Oktober | John Johansen                           | norwegischer Leichtathlet                                                                    | 64    |       |
| 15. Oktober | Willy Roedel                            | deutscher Polizist, SA-Führer und Mitarbeiter des Auswärtigen Amtes                          | 50    |       |
| 15. Oktober | Cornelius Schwanner                     | österreichischer Kriegsverbrecher und SS-Hauptscharführer                                    | 63    |       |
| 16. Oktober | Viktor von Attems-Heiligenkreuz         | Präsident der österreichischen Seebehörde in Triest                                          | 83    |       |
| 16. Oktober | Anna Bernhardine Eckstein               | deutsche Pazifistin                                                                          | 79    |       |
| 16. Oktober | João Pernambuco                         | brasilianischer Gitarrist und Komponist                                                      | 63    |       |
| 16. Oktober | Gitz Rice                               | kanadischer Sänger, Komponist, Pianist und Entertainer                                       | 56    |       |
| 16. Oktober | Balys Sruoga                            | litauischer Schriftsteller                                                                   | 51    |       |
| 17. Oktober | John Halliday                           | US-amerikanischer Schauspieler                                                               | 67    |       |
| 17. Oktober | Henryk Ferdynand Hoyer                  | polnischer Mediziner, Anatom und Zoologe                                                     | 83    |       |
| 17. Oktober | Ellsworth Huntington                    | US-amerikanischer Geograph und Ökonom                                                        | 71    |       |
| 17. Oktober | Arthur M. Hyde                          | US-amerikanischer Politiker (Republikanische Partei)                                         | 70    |       |
| 18. Oktober | August von Brandis                      | deutscher Kunstmaler, Zeichner und Professor                                                 | 88    |       |
| 18. Oktober | Johan Cappelen                          | norwegischer Politiker (Høyre), Rechtsanwalt und Minister                                    | 58    |       |
| 18. Oktober | Augustine Lonergan                      | US-amerikanischer Politiker                                                                  | 73    |       |
| 18. Oktober | George Henry Peters                     | US-amerikanischer Astronom                                                                   |       |       |
| 18. Oktober | Massimo Terzano                         | italienischer Kameramann mit zwei Ausflügen in die Dokumentarfilmregie                       | 55    |       |
| 18. Oktober | Charles Treffel                         | französischer Schwimmer und Wasserballspieler                                                | 72    |       |
| 19. Oktober | Otto Dieckhoff                          | deutscher Gymnasialprofessor                                                                 | 75    |       |
| 19. Oktober | Voldemārs Grāvelis                      | lettischer Fußballspieler                                                                    | 41    |       |
| 19. Oktober | Ezequiel Plaza                          | chilenischer Maler                                                                           | 55    |       |
| 20. Oktober | Gilbert Bougnol                         | französischer Fechter                                                                        | 81    |       |
| 20. Oktober | Albert Howard                           | britischer Mykologe und Pionier der natürlichen Landwirtschaft                               | 73    |       |
| 20. Oktober | Leonard Smith                           | US-amerikanischer Kameramann                                                                 | 53    |       |
| 21. Oktober | Emma Heintz                             | deutsche Gründerin der Jenaer Wohlfahrt                                                      | 58    |       |
| 21. Oktober | Carl Jörres                             | deutscher Landschaftsmaler                                                                   | 77    |       |
| 21. Oktober | Anni Paul-Pescatore                     | deutsche Kunsthistorikerin                                                                   | 63    |       |
| 21. Oktober | Peter Wilhelm                           | deutscher katholischer Pfarrer und Abgeordneter                                              | 70    |       |
| 23. Oktober | Sigurd Christiansen                     | norwegischer Schriftsteller                                                                  | 55    |       |
| 23. Oktober | Ernst von Eisenhart-Rothe               | deutscher General der Infanterie, Militärschriftsteller                                      | 84    |       |
| 23. Oktober | Franz Joseph Koch                       | deutscher Lehrer und Autor                                                                   | 72    |       |
| 23. Oktober | Augustus G. Paine, Jr.                  | US-amerikanischer Papierhersteller und Bankier                                               | 81    |       |
| 23. Oktober | Nikolai Antonowitsch Puschin            | russisch-jugoslawischer Chemiker und Hochschullehrer                                         | 72    |       |
| 23. Oktober | Erich Zweigert                          | deutscher Verwaltungsjurist                                                                  | 67    |       |
| 24. Oktober | Dudley Digges                           | irischer Film- und Theaterschauspieler                                                       | 68    |       |
| 24. Oktober | Martin Fiebig                           | deutscher Offizier, zuletzt General der Flieger im Zweiten Weltkrieg                         | 56    |       |
| 24. Oktober | Susan Lawrence                          | englisch-britische Politikerin und Mitglied des House of Commons (Labour)                    | 76    |       |
| 24. Oktober | Carlo Salotti                           | italienischer Geistlicher, Kardinal der römisch-katholischen Kirche                          | 77    |       |
| 25. Oktober | Richard Biringer                        | deutscher Zeichner, Maler und Bildhauer                                                      | 70    |       |
| 25. Oktober | Victor Bulwer-Lytton, 2. Earl of Lytton | britischer Politiker                                                                         | 71    |       |
| 25. Oktober | Alexander von Gleichen-Rußwurm          | deutscher Schriftsteller                                                                     | 81    |       |
| 25. Oktober | Franz Haider                            | österreichischer Bildhauer                                                                   | 87    |       |
| 25. Oktober | Friedrich Heusler                       | deutscher Bergbauingenieur und Chemiker                                                      | 81    |       |
| 25. Oktober | Friedrich Hiller von Gaertringen        | deutscher Epigraphiker und Archäologe                                                        | 83    |       |
| 25. Oktober | Maria Kühne                             | deutsche Widerstandskämpferin gegen den Nationalsozialismus                                  | 61    |       |
| 25. Oktober | Campbell Stephen                        | britischer Politiker (Independent Labour Party)                                              | 63    |       |
| 26. Oktober | John Mason Gulland                      | britischer Biochemiker                                                                       | 49    |       |
| 26. Oktober | Benedict Wallet Vilakazi                | südafrikanischer Dichter, Schriftsteller und Linguist                                        | 41    |       |
| 27. Oktober | Anna Bulawkina-Ontschukowa              | russische bzw. sowjetische Geobotanikerin und Hochschullehrerin                              | 65    |       |
| 27. Oktober | Luigi Gioli                             | italienischer Maler, Radierer und Lithograph                                                 | 92    |       |
| 27. Oktober | John A. Scott                           | US-amerikanischer Klassischer Philologe                                                      | 80    |       |
| 28. Oktober | Robert S. Farrell                       | US-amerikanischer Politiker                                                                  |       |       |
| 28. Oktober | Vladimír Fischer                        | tschechischer Architekt                                                                      | 77    |       |
| 28. Oktober | Maria Forescu                           | Operettensängerin und Filmschauspielerin                                                     | 72    |       |
| 28. Oktober | Heinrich Pick                           | deutscher Politiker                                                                          | 64    |       |
| 28. Oktober | Gustav Bernhard Rüschhoff               | deutscher Maler, Zeichner und Graphiker                                                      | 61    |       |
| 28. Oktober | Max Schramm                             | deutscher Verwaltungsjurist                                                                  | 75    |       |
| 28. Oktober | Earl Snell                              | US-amerikanischer Politiker, Gouverneur von Oregon                                           | 52    |       |
| 28. Oktober | Kurt Strümpell                          | deutscher Kolonialoffizier, Afrikaforscher und Sammler                                       | 75    |       |
| 28. Oktober | Hans Wilkens                            | deutscher Landschaftsmaler                                                                   | 53    |       |
| 29. Oktober | Frances Cleveland                       | US-amerikanische First Lady                                                                  | 83    |       |
| 29. Oktober | Louis Delaunoij                         | niederländischer Fechter                                                                     | 68    |       |
| 29. Oktober | Theodore Holland                        | englischer Komponist und Musikpädagoge                                                       | 69    |       |
| 29. Oktober | George Edward Mannering                 | neuseeländischer Bergsteiger und Autor                                                       | 85    |       |
| 30. Oktober | Hanns Bohatta                           | österreichischer Bibliothekar, Bibliograf und Lexikograf                                     | 82    |       |
| 30. Oktober | Mathieu Crickboom                       | belgischer Violinist, Violinpädagoge und Komponist                                           | 76    |       |
| 30. Oktober | Ernest Dainty                           | kanadischer Pianist, Organist, Komponist und Dirigent                                        | 56    |       |
| 30. Oktober | Heinrich Danckelmann                    | deutscher General der Flieger im Zweiten Weltkrieg                                           | 60    |       |
| 30. Oktober | Paul Dietel                             | deutscher Mykologe und Lehrer                                                                | 87    |       |
| 30. Oktober | Jurij Klen                              | ukrainisch-deutscher Schriftsteller                                                          | 56    |       |
| 30. Oktober | Oskar Lecher                            | deutscher Chemiker                                                                           | 54    |       |
| 30. Oktober | Karl Schartelmüller                     | österreichischer Architekt                                                                   | 63    |       |
| 30. Oktober | Isak Schmidt                            | grönländischer Landesrat                                                                     | 60    |       |
| 30. Oktober | Josef Teufl                             | österreichischer Politiker (CSP), Abgeordneter zum Nationalrat                               | 74    |       |
| 31. Oktober | Gustav Benischke                        | böhmischer Physiker                                                                          | 80    |       |
| 31. Oktober | Wilhelm Hellge                          | deutscher Politiker (SPD/SED), Gewerkschafter                                                | 68    |       |
| 31. Oktober | Adolf Scheidt                           | preußischer Staatssekretär für Volkswohlfahrt                                                | 77    |       |
|             | Carl Bauer                              | deutscher Verwaltungsjurist                                                                  | 70    |       |
|             | Wilhelm Scharpwinkel                    | deutscher Jurist, Gestapo-Mitarbeiter und SS-Führer                                          | 42    |       |

## November
| Tag          | Name                                     | Beruf, bekannt als                                                                                                   | Alter | Beleg |
| ------------ | ---------------------------------------- | --- | ----- | ----- |
| 1. November  | Tilly Aston                              | australische Blindenschriftstellerin, Pädagogin und Sozialreformerin                                                 | 73    |       |
| 1. November  | Ira Clifton Copley                       | US-amerikanischer Politiker und Zeitungsverleger                                                                     | 83    |       |
| 1. November  | Martin Formanack                         | US-amerikanischer Ruderer                                                                                            | 80    |       |
| 1. November  | Simon Kronberg                           | österreichisch-jüdischer Schriftsteller                                                                              | 56    |       |
| 1. November  | Amand Oppitz                             | Abt des Wiener Schottenstifts                                                                                        | 78    |       |
| 1. November  | Theodor Romscha                          | ukrainischer Bischof, Seliger                                                                                        | 36    |       |
| 1. November  | Alfred Schulz                            | deutscher Psychiater und NS-Arzt                                                                                     | 57    |       |
| 2. November  | Richard Senius                           | Sänger, Oberspielleiter, Theater- und Filmschauspieler                                                               |       |       |
| 3. November  | Alexandru C. Cuza                        | rumänischer Politiker                                                                                                | 89    |       |
| 3. November  | Reinhold Draber                          | deutscher Fotograf und Standfotograf beim Stummfilm                                                                  | 59    |       |
| 3. November  | Emil Enhuber                             | tschechoslowakischer Politiker (SdP)                                                                                 | 69    |       |
| 3. November  | George Con O’Kelly                       | irischer Ringer | 61    |       |
| 3. November  | Eleanor Painter Strong                   | US-amerikanische Opernsängerin                                                                                       | 56    |       |
| 3. November  | Santi Romano                             | italienischer Rechtswissenschaftler                                                                                  | 72    |       |
| 3. November  | Robert Borlase Smart                     | britischer Maler und Zeichner                                                                                        | 66    |       |
| 3. November  | Embrik Strand                            | norwegischer Entomologe, Arachnologe und Hochschullehrer                                                             | 71    |       |
| 3. November  | John Gilbert Winant                      | US-amerikanischer Politiker                                                                                          | 58    |       |
| 4. November  | Theodor Döring                           | deutscher Chemiker                                                                                                   | 74    |       |
| 4. November  | Heinrich Enneking                        | deutscher Politiker (Zentrum)                                                                                        | 92    |       |
| 4. November  | Juan Terrazas                            | mexikanischer Fußballspieler                                                                                         | 37    |       |
| 5. November  | Simon Dschanaschia                       | georgischer Historiker                                                                                               | 47    |       |
| 5. November  | Karl Eschenburg                          | deutscher Fotograf                                                                                                   | 47    |       |
| 5. November  | Kurt Hassert                             | deutscher Geograf und Hochschullehrer                                                                                | 79    |       |
| 5. November  | Frank Rattray Lillie                     | kanadisch-US-amerikanischer Zoologe und Embryologe                                                                   | 77    |       |
| 5. November  | Fritz Schumacher                         | deutscher Architekt, Stadtplaner, Baubeamter und Hochschullehrer                                                     | 78    |       |
| 6. November  | Kristian Elster der Jüngere              | norwegischer Schriftsteller, Literaturkritiker und Literaturhistoriker                                               | 66    |       |
| 6. November  | Otto Kopp                                | deutscher Maler und Grafiker                                                                                         |       |       |
| 6. November  | Peter Pöppelmann                         | deutscher Bildhauer, Grafiker und Medailleur                                                                         | 81    |       |
| 6. November  | René Schillemann                         | französischer Fußballspieler                                                                                         | 39    |       |
| 7. November  | Sándor Garbai                            | ungarischer Politiker und Ministerpräsident                                                                          | 68    |       |
| 7. November  | Kurt von Neergaard                       | Schweizer Internist und Hochschullehrer                                                                              | 60    |       |
| 7. November  | Arnold Rönnebeck                         | deutschamerikanischer Bildhauer, Lithograf und Museumsdirektor                                                       | 62    |       |
| 7. November  | Balz Schmidig                            | Schweizer Komponist und Schwyzerörgeler                                                                              | 53    |       |
| 7. November  | J. E. B. Seely, 1. Baron Mottistone      | britischer Politiker (Liberal Party), Mitglied des House of Commons und Peer                                         | 79    |       |
| 8. November  | Constantin Sănătescu                     | rumänischer General und Politiker                                                                                    | 62    |       |
| 8. November  | Paul Speiser                             | österreichischer Politiker (SDAP), Landtagsabgeordneter, Abgeordneter zum Nationalrat, Mitglied des Bundesrates      | 70    |       |
| 10. November | Pierre Augustin Dangeard                 | französischer Botaniker und Mykologe                                                                                 | 84    |       |
| 10. November | Julius Gehrum                            | deutscher Polizist und Kriegsverbrecher                                                                              | 58    |       |
| 10. November | Johannes Meinhof                         | deutscher Geistlicher (evangelisch), Pfarrer und Superintendent in Halle (Saale)                                     | 88    |       |
| 10. November | Johannes von Muralt                      | Schweizer Jurist, Kommandant der Schweizer Armee, ehemaliger Präsident des Schweizerischen Roten Kreuzes (1938–1946) | 70    |       |
| 11. November | Martin Dibelius                          | deutscher Theologe                                                                                                   | 64    |       |
| 11. November | Otto Ellison von Nidlef                  | Generalmajor der Österreichisch-Ungarischen Armee                                                                    | 79    |       |
| 11. November | Annie Londonderry                        | US-amerikanische Fahrrad-Weltumrunderin                                                                              |       |       |
| 11. November | David Oliver                             | österreichisch-deutscher Filmproduzent der Stummfilmzeit                                                             | 67    |       |
| 11. November | Lavinia Clara Radeglia                   | englische Badmintonspielerin                                                                                         |       |       |
| 11. November | Ernst Simmel                             | deutscher Psychoanalytiker                                                                                           | 65    |       |
| 11. November | Heinrich Wilhelm                         | deutscher Politiker (SPD), MdL                                                                                       | 62    |       |
| 12. November | Karl Hans Kickhöffel                     | deutscher Lehrer und Politiker (DNVP), MdL                                                                           | 58    |       |
| 12. November | Walther Kieser                           | deutscher Bildhauer                                                                                                  | 53    |       |
| 12. November | John Bassett Moore                       | amerikanischer Jurist und Diplomat                                                                                   | 86    |       |
| 12. November | Heinrich Nüßlein                         | deutscher Maler | 68    |       |
| 12. November | Emma Orczy                               | britische Schriftstellerin und Malerin                                                                               | 82    |       |
| 12. November | Herbert Stockmann                        | deutscher Maler und Graphiker                                                                                        | 34    |       |
| 12. November | Yamamoto Tatsuo                          | japanischer Politiker                                                                                                | 91    |       |
| 13. November | Moritz Bing                              | jüdischer Rechtsanwalt                                                                                               | 72    |       |
| 13. November | Edmund Dähler                            | Schweizer Politiker (Katholisch-Konservative)                                                                        | 74    |       |
| 13. November | Raphael Liesegang                        | deutscher Chemiker                                                                                                   | 78    |       |
| 13. November | Jacques Wipf                             | Schweizer Architekt und Hochschullehrer am Technikum Burgdorf                                                        | 59    |       |
| 14. November | Joseph Allard                            | kanadischer Fiddle-Spieler und Komponist                                                                             | 74    |       |
| 14. November | Verena Conzett-Knecht                    | Schweizer Gewerkschafterin und Frauenrechtlerin                                                                      | 85    |       |
| 14. November | Marie Adelaide Belloc Lowndes            | britische Schriftstellerin                                                                                           | 79    |       |
| 14. November | Charles Palmer                           | britischer Sportschütze                                                                                              | 78    |       |
| 14. November | Hermann Simon                            | deutscher Psychiater und Begründer der modernen Arbeitstherapie                                                      | 80    |       |
| 15. November | Lincoln Colcord                          | US-amerikanischer Journalist, Schriftsteller, Dichter und Schifffahrtshistoriker                                     | 64    |       |
| 15. November | Benno Diederich                          | deutscher Lehrer, Philologe, Autor und Biograph                                                                      | 77    |       |
| 15. November | Friedrich von Gagern                     | österreichischer Schriftsteller                                                                                      | 65    |       |
| 15. November | Eduard von Schleich                      | deutscher Offizier, zuletzt Generalleutnant, Politiker (NSDAP), MdR                                                  | 59    |       |
| 15. November | Hermann Usinger                          | deutscher Verwaltungsjurist                                                                                          | 67    |       |
| 15. November | Ferry van der Vinne                      | niederländischer Fußballspieler                                                                                      | 61    |       |
| 15. November | Frank Wead                               | US-amerikanischer Marineflieger, Autor und Drehbuchautor                                                             | 52    |       |
| 16. November | Erich Trautmann                          | deutscher Jurist | 66    |       |
| 16. November | Giuseppe Volpi                           | italienischer Unternehmer und Politiker                                                                              | 69    |       |
| 17. November | Daniel Feuling                           | deutscher Benediktiner und katholischer Religionsphilosoph                                                           | 65    |       |
| 17. November | Ricarda Huch                             | deutsche Schriftstellerin, Dichterin und Erzählerin                                                                  | 83    |       |
| 17. November | Josaphat Kocylovskyj                     | ukrainischer Basilianermönch, Seliger                                                                                | 71    |       |
| 17. November | Regina de Lamo                           | spanische Pianistin, Musik- und Gesangslehrerin, Intellektuelle und Aktivistin                                       | 77    |       |
| 17. November | Aurel Nowotny                            | österreichischer Schauspieler, Regisseur, Schauspiellehrer und Dramaturg                                             | 66    |       |
| 17. November | Emil Racoviță                            | rumänischer Biologe, Botaniker und Höhlenforscher                                                                    | 79    |       |
| 17. November | Victor Serge                             | Schriftsteller, Revolutionär                                                                                         | 56    |       |
| 18. November | Josef Beeking                            | deutscher katholischer Theologe, Fürsorge- und Caritaswissenschaftler                                                | 56    |       |
| 18. November | Hugo von Cotzhausen                      | deutscher Offizier, Diplomat (Marineattaché) und Großgrundbesitzer                                                   | 84    |       |
| 18. November | Felix Neumann                            | deutscher Politiker (KPD, NSDAP)                                                                                     | 57    |       |
| 18. November | Kurt Oppenheim                           | deutscher Unternehmer, Manager und Chemiker                                                                          | 61    |       |
| 18. November | Herbert William Pugsley                  | englischer Botaniker                                                                                                 | 79    |       |
| 19. November | Stanisław Ostoja-Chrostowski             | polnischer Gebrauchsgrafiker und Holzschneider sowie Kunstpädagoge                                                   | 46    |       |
| 19. November | Felix Pinkus                             | deutscher Hautarzt                                                                                                   | 79    |       |
| 20. November | Wolfgang Borchert                        | deutscher Schriftsteller                                                                                             | 26    |       |
| 20. November | Wilhelm Dusche                           | deutscher Politiker (DNVP), MdR                                                                                      | 84    |       |
| 20. November | Julian Klein von Diepold                 | deutscher Landschaftsmaler, Porträtmaler sowie Grafiker                                                              | 79    |       |
| 20. November | Georg Kolbe                              | deutscher Bildhauer                                                                                                  | 70    |       |
| 20. November | Walter J. Mathews                        | US-amerikanischer Architekt                                                                                          | 97    |       |
| 21. November | Philipp August Becker                    | deutscher Romanist                                                                                                   | 85    |       |
| 21. November | Konrad Wrede                             | deutscher Militär, Kunstsammler und Mäzen                                                                            | 82    |       |
| 22. November | Hilda Bergmann                           | österreichische Schriftstellerin und Übersetzerin                                                                    | 69    |       |
| 22. November | James J. Davis                           | US-amerikanischer Politiker                                                                                          | 74    |       |
| 23. November | Jakob Ernst Koch                         | österreichischer Superintendent der evangelischen Kirche                                                             | 82    |       |
| 23. November | Richard Robert Rive                      | deutscher Politiker (DNVP), Oberbürgermeister von Halle (Saale)                                                      | 82    |       |
| 24. November | George Curry                             | US-amerikanischer Politiker                                                                                          | 86    |       |
| 24. November | Nándor Deák                              | rumänisch-ungarischer Maler                                                                                          |       |       |
| 24. November | Hrand Djevahirdjian                      | armenischer Edelsteinschleifer und -händler und Pionier der industriellen Herstellung synthetischer Kristalle        | 67    |       |
| 24. November | Léon-Paul Fargue                         | französischer Dichter                                                                                                | 71    |       |
| 24. November | Peter Graf                               | deutscher Politiker (BVP), MdL                                                                                       | 73    |       |
| 24. November | Walentyn Sadowskyj                       | ukrainischer Geograph, Ökonom, Politiker und Justizminister                                                          | 61    |       |
| 24. November | Curt Toebelmann                          | deutscher Bankier | 62    |       |
| 25. November | Elena Bacaloglu                          | rumänische Journalistin, Literaturkritikerin, Romanautorin und militante Faschistin                                  | 68    |       |
| 25. November | Paul Bender                              | deutscher Opernsänger (Bass)                                                                                         | 72    |       |
| 25. November | Franz Maria von Dalwigk zu Lichtenfels   | deutscher Offizier, zuletzt General der Kavallerie im Zweiten Weltkrieg                                              | 71    |       |
| 25. November | Robert René Kuczynski                    | deutscher Ökonom und Demograph                                                                                       | 71    |       |
| 26. November | Ernie Adams                              | US-amerikanischer Schauspieler                                                                                       | 62    |       |
| 26. November | Saffet Arıkan                            | türkischer Politiker und Diplomat                                                                                    |       |       |
| 26. November | Gusztáv Jány                             | ungarischer Offizier                                                                                                 | 64    |       |
| 27. November | Cummings C. Chesney                      | US-amerikanischer Elektroingenieur                                                                                   | 84    |       |
| 27. November | Meinulf von Mallinckrodt                 | deutscher Landrat des Kreises Meschede (1897–1926)                                                                   | 86    |       |
| 27. November | Hadrian Maria Netto                      | deutscher Schauspieler                                                                                               | 65    |       |
| 27. November | Gustav Rathje                            | deutscher Filmproduktionsleiter                                                                                      | 52    |       |
| 27. November | Karl Siegle                              | deutscher Politiker (SPD), Gewerkschafter (ADGB) und Widerstandskämpfer                                              | 66    |       |
| 28. November | Heinrich Eduard Gruner                   | Schweizer Bauingenieur                                                                                               | 74    |       |
| 28. November | Jacques-Philippe Leclerc de Hauteclocque | französischer Generalmajor                                                                                           | 45    |       |
| 28. November | Georg Schnéevoigt                        | finnischer Dirigent, Komponist und Cellist                                                                           | 75    |       |
| 29. November | Heinz von Hennig                         | deutscher Marineoffizier, zuletzt Konteradmiral sowie Schachspieler                                                  | 64    |       |
| 29. November | Karl Járay                               | österreichisch-ungarischer Architekt, Bautechniker, Hochschullehrer und Mäzen                                        | 69    |       |
| 29. November | Rudolf Liechtenhan der Ältere            | Schweizer Pfarrer, Theologe und Aktivist des religiösen Sozialismus                                                  | 71    |       |
| 29. November | Albert Weinert                           | US-amerikanischer Bildhauer                                                                                          | 84    |       |
| 30. November | Mario von Bucovich                       | Fotograf österreichischer Abstammung                                                                                 | 63    |       |
| 30. November | Alexander Haggerty Krappe                | US-amerikanischer Romanist und Ethnologe                                                                             |       |       |
| 30. November | Ernst Lubitsch                           | deutsch-US-amerikanischer Filmregisseur und Schauspieler                                                             | 55    |       |
|              | Engelbert Esser                          | deutscher Politiker (KPD), MdR                                                                                       | 58    |       |
|              | Edwin Fischer                            | US-amerikanischer Tennisspieler                                                                                      |       |       |
|              | Nako Spiru                               | albanischer kommunistischer Politiker                                                                                | 29    |       |

## Dezember
| Tag          | Name                               | Beruf, bekannt als                                                                          | Alter | Beleg |
| ------------ | ---------------------------------- | ------------------------------------------------------------------------------------------- | ----- | ----- |
| 1. Dezember  | Friedrich Andres                   | deutscher Religionswissenschaftler                                                          | 65    |       |
| 1. Dezember  | Aleister Crowley                   | Okkultist, Autor und Bergsteiger                                                            | 72    |       |
| 1. Dezember  | Franz Fischer                      | deutscher Chemiker                                                                          | 70    |       |
| 1. Dezember  | Godfrey Harold Hardy               | britischer Mathematiker                                                                     | 70    |       |
| 1. Dezember  | Rupert Kastner                     | österreichischer Politiker (GDVP), Vizepräsident des Salzburger Landtages                   | 66    |       |
| 1. Dezember  | Vicente Lachner Sandoval           | costa-ricanischer Biologe, Arzt und Pädagoge                                                | 79    |       |
| 1. Dezember  | Paul Stuckenbruck                  | deutscher Bildhauer                                                                         | 79    |       |
| 2. Dezember  | Johnny Campbell                    | schottischer Fußballspieler                                                                 | 75    |       |
| 2. Dezember  | Max Eggert                         | deutscher Kommunalpolitiker (NSDAP); Bürgermeister von Bernburg (1933–1945)                 |       |       |
| 2. Dezember  | Roy W. Johnson                     | US-amerikanischer Politiker                                                                 | 65    |       |
| 2. Dezember  | Isaac Clinton Kline                | US-amerikanischer Politiker                                                                 | 89    |       |
| 2. Dezember  | Friedrich Knigge                   | deutscher Psychiater und Euthanasietäter                                                    | 47    |       |
| 2. Dezember  | Siegfried Rosenfeld                | deutscher Jurist und Politiker (SPD), MdL                                                   | 73    |       |
| 2. Dezember  | Franz Xaver Schwarz                | deutscher Politiker (NSDAP), MdR, Reichsschatzmeister der NSDAP                             | 72    |       |
| 2. Dezember  | Max Stürcke                        | deutscher Bankier                                                                           | 71    |       |
| 2. Dezember  | Charles Tombeur de Tabora          | belgischer General                                                                          | 80    |       |
| 3. Dezember  | Heinrich Hetsch                    | deutscher Mediziner und Bakteriologe                                                        | 74    |       |
| 3. Dezember  | Roy Pomeroy                        | US-amerikanischer Filmtechnikpionier, -regisseur und -produzent                             | 55    |       |
| 4. Dezember  | Margaret Mary Butler               | neuseeländische Aquarellistin und eine der ersten bedeutenden Bildhauerin Neuseelands       | 64    |       |
| 4. Dezember  | Emil Meletzki                      | österreichischer Alpinist                                                                   | 62    |       |
| 4. Dezember  | Friedrich Schnellbacher            | deutscher Politiker (SPD/USPD/KPD)                                                          | 63    |       |
| 5. Dezember  | Arthur Graves Canfield             | US-amerikanischer Romanist und Literaturwissenschaftler                                     | 88    |       |
| 5. Dezember  | Frits Clausen                      | Parteiführer der dänischen Nationalsozialisten (DNSAP)                                      | 54    |       |
| 5. Dezember  | Friedrich Flad                     | Reichsgerichtsrat                                                                           | 78    |       |
| 5. Dezember  | Kurt Klamroth                      | deutscher Düngemittelfabrikant, Vorsitzender des Vereins Deutscher Düngerfabrikanten        | 75    |       |
| 5. Dezember  | Norbert Krebs                      | österreichischer Geograph und Hochschullehrer                                               | 71    |       |
| 5. Dezember  | William Isaac Thomas               | US-amerikanischer Soziologe und Philologe                                                   | 84    |       |
| 6. Dezember  | Ferdinand Birnbaum                 | österreichischer Pädagoge und Sozialreformer                                                | 55    |       |
| 6. Dezember  | Bruno Ehrich                       | deutscher Historienmaler der Düsseldorfer Schule                                            | 86    |       |
| 6. Dezember  | Arthur Jubelt                      | deutscher Verleger und Heimatforscher, kommissarischer Oberbürgermeister von Zeitz          | 53    |       |
| 6. Dezember  | George Cathcart Woolley            | britischer Verwaltungsoffizier und Resident Interior Division                               | 70    |       |
| 7. Dezember  | Ubaldo Arata                       | italienischer Kameramann                                                                    | 52    |       |
| 7. Dezember  | Tristan Bernard                    | französischer Autor                                                                         | 81    |       |
| 7. Dezember  | Nicholas Murray Butler             | US-amerikanischer Philosoph und Publizist; Friedensnobelpreisträger 1931                    | 85    |       |
| 7. Dezember  | Eduard Dietrich                    | deutscher Arzt und Medizinalbeamter in Preußen                                              | 87    |       |
| 7. Dezember  | Friedrich Gustav Kögel             | Globetrotter                                                                                | 87    |       |
| 7. Dezember  | Alexander Popp                     | österreichischer Architekt                                                                  | 56    |       |
| 7. Dezember  | Austin Wylie                       | US-amerikanischer Bigband-Leader                                                            |       |       |
| 8. Dezember  | Rollins A. Emerson                 | US-amerikanischer Genetiker                                                                 | 74    |       |
| 8. Dezember  | Josef Hötzl                        | österreichischer Architekt und Baumeister                                                   | 81    |       |
| 8. Dezember  | Helene Simon                       | deutsche Soziologin                                                                         | 85    |       |
| 8. Dezember  | Siddy Wronsky                      | jüdische Wohlfahrtspolitikerin                                                              | 64    |       |
| 9. Dezember  | Willy Eberl                        | Maler und Kunstsammler                                                                      | 47    |       |
| 9. Dezember  | Julius Finke                       | deutscher Politiker (SPD), MdR                                                              | 67    |       |
| 9. Dezember  | Hermann Höfle                      | deutscher General der Waffen-SS und Polizei und HSSPF                                       | 49    |       |
| 9. Dezember  | Hanns Ludin                        | deutscher Offizier der Reichswehr und Politiker (NSDAP), MdR                                | 42    |       |
| 9. Dezember  | Patrick Lynch                      | Politiker, Attorney General und Prozessanwalt                                               | 81    |       |
| 9. Dezember  | Ewald Redam                        | deutscher Schwerathlet und Varietist                                                        | 63    |       |
| 9. Dezember  | Thøger Thøgersen                   | dänischer Politiker und Gewerkschafter, DKP-Vorsitzender                                    | 62    |       |
| 10. Dezember | Ludwig Ficker                      | deutscher Politiker (KPD)                                                                   | 43    |       |
| 10. Dezember | Blanche Hoschedé-Monet             | französische Malerin                                                                        | 82    |       |
| 10. Dezember | Władysław Marcinkowski             | polnischer Bildhauer                                                                        | 89    |       |
| 10. Dezember | Pierre Petit de Julleville         | französischer Kardinal und Erzbischof von Rouen                                             | 71    |       |
| 11. Dezember | Gottlieb Bachmann                  | Schweizer Wirtschaftswissenschaftler und Politiker                                          | 73    |       |
| 11. Dezember | Maurice Chabas                     | französischer Maler des Symbolismus                                                         | 85    |       |
| 11. Dezember | Johannes Daubert                   | deutscher Philosoph                                                                         | 70    |       |
| 11. Dezember | Aleksandër Stavre Drenova          | albanischer Dichter                                                                         | 75    |       |
| 11. Dezember | H. L. Mellersh                     | englischer Badmintonspieler                                                                 | 78    |       |
| 11. Dezember | Bernhard Witte                     | deutscher Stiftsgoldschmied                                                                 | 79    |       |
| 12. Dezember | Harry Frank                        | deutscher Schauspieler                                                                      | 51    |       |
| 12. Dezember | Robert Meyer                       | deutscher Gynäkologe und Pathologe                                                          | 83    |       |
| 12. Dezember | Hudā Schaʿrāwī                     | ägyptische Feministin                                                                       | 68    |       |
| 12. Dezember | Eberhard Schrammen                 | deutscher Maler, Grafiker, Fotograf und Designer                                            | 61    |       |
| 12. Dezember | Wäinö Wuolijoki                    | finnischer Botschafter und Politiker (SDP), Mitglied des Reichstags                         | 74    |       |
| 12. Dezember | Carl Zuckmayer                     | deutscher Unternehmer                                                                       | 83    |       |
| 13. Dezember | Eric A. Hegg                       | schwedisch-US-amerikanischer Fotograf                                                       | 80    |       |
| 13. Dezember | Paul Pflüger                       | Schweizer Pfarrer und Politiker                                                             | 82    |       |
| 13. Dezember | Nicholas Roerich                   | russischer Maler und Schriftsteller                                                         | 73    |       |
| 13. Dezember | August Siegrist                    | Schweizer Ophthalmologe                                                                     | 82    |       |
| 13. Dezember | Karl Söhle                         | deutscher Schriftsteller und Hochschullehrer                                                | 86    |       |
| 13. Dezember | Robert Strutt, 4. Baron Rayleigh   | britischer Physiker                                                                         | 72    |       |
| 13. Dezember | Basile Octave Tanghe               | belgischer Ordensgeistlicher, römisch-katholischer Apostolischer Vikar von Ubanghi Belga    | 68    |       |
| 13. Dezember | Arthur Walsh                       | US-amerikanischer Politiker                                                                 | 51    |       |
| 14. Dezember | Stanley Baldwin                    | britischer Politiker, Mitglied des House of Commons und Premierminister                     | 80    |       |
| 14. Dezember | Louis Delâge                       | französischer Automobilpionier                                                              | 73    |       |
| 14. Dezember | Will Fyffe                         | schottischer Komiker, Schauspieler und Sänger                                               | 62    |       |
| 14. Dezember | Edward J. Higgins                  | britischer General der Heilsarmee                                                           | 83    |       |
| 14. Dezember | Arthur B. Jenks                    | US-amerikanischer Politiker                                                                 | 81    |       |
| 14. Dezember | Erwin Ott                          | mährischer Lehrer und Schriftsteller                                                        | 55    |       |
| 14. Dezember | Max Ernst Peukert                  | Agrikulturchemiker, Mikrobiologe, Erfinder und Manager                                      | 42    |       |
| 14. Dezember | Lilly Reich                        | deutsche Designerin und Innenarchitektin                                                    | 62    |       |
| 14. Dezember | Gino Carlo Sensani                 | italienischer Kostümbildner                                                                 | 59    |       |
| 14. Dezember | Franz Zorell                       | deutscher Exegetet und Lexikograph                                                          | 84    |       |
| 15. Dezember | Leonardo Argüello Barreto          | nicaraguanischer Politiker und Präsident (1933–1936)                                        | 72    |       |
| 15. Dezember | Arthur Machen                      | walisischer Horror-Schriftsteller                                                           | 84    |       |
| 15. Dezember | Oskar Seibt                        | sudetendeutscher Dirigent und Komponist                                                     | 67    |       |
| 15. Dezember | Karl Stanka                        | deutscher Maler, Zeichner und Chronist                                                      | 64    |       |
| 15. Dezember | Crawford Vaughan                   | australischer Politiker (Labor Party), Premierminister von South Australia                  | 73    |       |
| 16. Dezember | Leo Kufelnizky                     | deutscher Palästinapionier                                                                  | 25    |       |
| 16. Dezember | Lewis H. Pounds                    | US-amerikanischer Geschäftsmann und Politiker                                               | 87    |       |
| 16. Dezember | Toni Tetzlaff                      | deutsche Schauspielerin                                                                     | 76    |       |
| 17. Dezember | Friedrich Attenhuber               | deutscher Maler                                                                             | 70    |       |
| 17. Dezember | Friedrich Barth                    | deutscher Schiffsmodellbauer                                                                | 80    |       |
| 17. Dezember | Johannes Nicolaus Brønsted         | dänischer Chemiker                                                                          | 68    |       |
| 17. Dezember | Bernard Spilsbury                  | britischer Pathologe und Rechtsmediziner                                                    | 70    |       |
| 17. Dezember | William Johnston Tupper            | kanadischer Politiker, Vizegouverneur von Manitoba                                          | 85    |       |
| 18. Dezember | Gustav Wolf                        | deutscher Maler                                                                             | 60    |       |
| 19. Dezember | Giovanni Bassanesi                 | italienischer Antifaschist                                                                  | 42    |       |
| 19. Dezember | Franz Fein                         | österreichischer Übersetzer                                                                 | 51    |       |
| 19. Dezember | Carl Jörn                          | deutsch-amerikanischer Opernsänger (Tenor) und Gesangspädagoge                              | 74    |       |
| 19. Dezember | Friedrich von Lerch                | österreichischer Physiker                                                                   | 69    |       |
| 19. Dezember | Duncan Campbell Scott              | kanadischer Dichter und Erzähler                                                            | 85    |       |
| 20. Dezember | Benigno Aquino senior              | philippinischer Politiker                                                                   | 53    |       |
| 20. Dezember | Saint-Georges de Bouhélier         | französischer Schriftsteller                                                                | 71    |       |
| 20. Dezember | Honoré-Jozef Coppieters            | belgischer römisch-katholischer Geistlicher und Bischof                                     | 73    |       |
| 20. Dezember | J. Francis Harter                  | US-amerikanischer Politiker                                                                 | 50    |       |
| 20. Dezember | Emmy Paungarten                    | österreichische Malerin                                                                     | 73    |       |
| 20. Dezember | George Rous, 3. Earl of Stradbroke | britischer Offizier, Gouverneur von Victoria                                                | 85    |       |
| 20. Dezember | Paul Schöne                        | deutscher Kirchenmusiker                                                                    | 79    |       |
| 21. Dezember | Daniel-Joseph Bacqué               | französischer Bildhauer                                                                     | 73    |       |
| 21. Dezember | Patrick H. Drewry                  | US-amerikanischer Politiker                                                                 | 72    |       |
| 21. Dezember | Mark Hellinger                     | US-amerikanischer Journalist und Filmproduzent                                              | 44    |       |
| 21. Dezember | Dušan Jurkovič                     | slowakischer Architekt                                                                      | 79    |       |
| 21. Dezember | Eugen Märklin                      | deutscher Unternehmer                                                                       | 85    |       |
| 21. Dezember | Émile Yelle                        | kanadischer Ordensgeistlicher, römisch-katholischer Koadjutorerzbischof von Saint-Boniface  | 54    |       |
| 22. Dezember | John Aloysius Coleman              | irischer Geistlicher und römisch-katholischer Bischof von Armidale                          | 60    |       |
| 22. Dezember | Auguste Distave                    | belgischer Kunstlehrer und Graphiker                                                        | 60    |       |
| 22. Dezember | Richard Heidrich                   | deutscher General der Fallschirmtruppe                                                      | 51    |       |
| 22. Dezember | Gottlob Linck                      | deutscher Mineraloge und Kristallograph                                                     | 89    |       |
| 22. Dezember | Otto Schumann                      | deutscher Politiker (KPD, SED), MdL (Sachsen-Anhalt 1946–1952)                              | 44    |       |
| 22. Dezember | Maurilio Silvani                   | italienischer Geistlicher, römisch-katholischer Erzbischof und Diplomat des Heiligen Stuhls | 65    |       |
| 22. Dezember | Tefta Tashko-Koço                  | albanische Sängerin                                                                         | 37    |       |
| 22. Dezember | Otto Weidt                         | Besitzer einer Blindenwerkstatt, Gerechter unter den Völkern                                | 64    |       |
| 23. Dezember | Jean Le Bret                       | französischer Segler                                                                        | 75    |       |
| 23. Dezember | Johann Georg Sprengel              | deutscher Pädagoge                                                                          | 84    |       |
| 23. Dezember | Sergei Lwowitsch Tolstoi           | russischer Komponist und Musikethnologe                                                     | 84    |       |
| 24. Dezember | Theodor Friedrich                  | deutscher Philologe, Reformpädagoge, Publizist und Goetheforscher                           | 68    |       |
| 24. Dezember | Charles Gondouin                   | französischer Rugby-Union-Spieler und -Schiedsrichter, Tauzieher und Sportjournalist        | 72    |       |
| 24. Dezember | Johannes Haller                    | deutscher Historiker                                                                        | 82    |       |
| 24. Dezember | Elias Katz                         | finnischer Leichtathlet                                                                     | 46    |       |
| 24. Dezember | Albrecht von Lamezan               | deutscher Offizier                                                                          | 69    |       |
| 24. Dezember | Gottfrid Larsson                   | schwedischer Bildhauer                                                                      | 72    |       |
| 24. Dezember | Hans-Erdmann von Lindeiner-Wildau  | deutscher Politiker (DNVP), MdR                                                             | 64    |       |
| 24. Dezember | Robert von Pohl                    | österreichischer Berufssoldat                                                               | 71    |       |
| 24. Dezember | C. C. Young                        | US-amerikanischer Politiker, 26. Gouverneur von Kalifornien                                 | 78    |       |
| 25. Dezember | Gaspar G. Bacon                    | US-amerikanischer Politiker                                                                 | 61    |       |
| 25. Dezember | Otto Falckenberg                   | deutscher Regisseur, Theaterleiter und Schriftsteller                                       | 74    |       |
| 26. Dezember | Hans Beyth                         | deutscher Bankier und Zionist                                                               | 46    |       |
| 26. Dezember | Urban Gad                          | dänischer Drehbuchautor und Regisseur                                                       | 68    |       |
| 26. Dezember | Katrja Hrynewytschewa              | ukrainische Schriftstellerin                                                                | 72    |       |
| 26. Dezember | Walter Koch                        | deutscher Botschafter                                                                       | 77    |       |
| 27. Dezember | James Beauregard Beam              | US-amerikanischer Fabrikant und Namensgeber des Whiskeys Jim Beam                           | 83    |       |
| 27. Dezember | Alphonzo Bell                      | US-amerikanischer Tennisspieler und Immobilien- und Ölmillionär                             | 72    |       |
| 27. Dezember | Gerhard von Beseler                | deutscher Jurist und Hochschullehrer                                                        | 69    |       |
| 27. Dezember | Ludwig Cauer                       | deutscher Bildhauer                                                                         | 81    |       |
| 27. Dezember | Otto Hürsch                        | Schweizer Konditor                                                                          | 87    |       |
| 27. Dezember | Friedrich Schwendimann             | Schweizer römisch-katholischer Geistlicher und Kirchenhistoriker                            | 80    |       |
| 27. Dezember | Gustav Stolper                     | deutsch-österreichischer Nationalökonom, Journalist und Politiker (DDP), MdR                | 59    |       |
| 27. Dezember | Johannes Winkler                   | deutscher Raumfahrtpionier                                                                  | 50    |       |
| 28. Dezember | Fritz Fischer                      | Schweizer Elektroingenieur                                                                  | 49    |       |
| 28. Dezember | Philipp Heineken                   | deutscher Kaufmann, Direktor des Norddeutschen Lloyd und Politiker, MdBB                    | 87    |       |
| 28. Dezember | Mely Lagarst                       | deutsche Bühnen- und Stummfilmschauspielerin                                                | 58    |       |
| 28. Dezember | Anton Ernst von Neipperg           | deutscher Politiker und Gutsbesitzer                                                        | 64    |       |
| 28. Dezember | Viktor Emanuel III.                | König von Italien und Kaiser von Äthiopien (1900–1946)                                      | 78    |       |
| 29. Dezember | Franz Altmann                      | österreichischer Bauer und Politiker (CSP, ÖVP), Landtagsabgeordneter                       | 62    |       |
| 29. Dezember | Alexander d’Arnals                 | deutscher Regisseur, Dirigent, Schauspieler und Opernsänger                                 | 77    |       |
| 29. Dezember | Julius Bolthausen                  | deutscher Lehrer und Reiseunternehmer                                                       | 79    |       |
| 29. Dezember | Hede von Trapp                     | österreichische Dichterin, Malerin und Grafikerin                                           | 70    |       |
| 30. Dezember | Han van Meegeren                   | niederländischer Maler, Restaurator, Kunsthändler und Kunstfälscher                         | 58    |       |
| 30. Dezember | Alfred North Whitehead             | britischer Philosoph und Mathematiker                                                       | 86    |       |
| 30. Dezember | Yokomitsu Riichi                   | japanischer Schriftsteller                                                                  | 49    |       |
| 31. Dezember | Burkhard von Bonin                 | deutscher Jurist und Sachautor                                                              | 68    |       |
| 31. Dezember | Albert Grzesinski                  | preußischer Innenminister (1926–1930)                                                       | 68    |       |
| 31. Dezember | Otto Henggeler                     | Schweizer Politiker (FDP)                                                                   | 70    |       |
| 31. Dezember | Pierre Henry Ernest Letorey        | französischer Komponist und Orchesterdirigent                                               | 80    |       |
| 31. Dezember | Otomārs Nemme                      | lettischer Maler, Zeichner und Karikaturist                                                 | 56    |       |